# Госвоенкино
Госуда́рственное вое́нное кинофотопредприя́тие «Госвоенкино́» — советское предприятие по выпуску кинохроники, учебных, агитационных, документальных, образовательных фильмов для Рабоче-Крестьянской Красной Армии (РККА), а также художественных кинокартин, отоброжающих жизнь и быт РККА. Создана в 1924 году Политическим управлением РККА.

## История
С целью осуществления посредством кинематографии политико-просветительской, агитационной и учебно-воспитательной работы в Красной армии в середине 1922 года при ПУРе было создано фотокинобюро, которое приняло от военной секции Главполитпросвета киносклад с незначительным количеством малометражных фильмов. Организационно фотокинобюро являлось подразделением Объединения хозяйственных предприятий ПУРа «Красная звезда». Управляющим фотокинобюро был назначен М. А. Сычёв. В задачи фотокинобюро входило осуществление проката кинофильмов из собственного фонда и фондов других кинокомпаний в частях РККА.
В ноябре 1923 года в фотокинобюро была создана кинолаборатория. В середине 1924 года фильмотека фотокинобюро уже составляла 1252 фильма, для демонстрации фильмов в РККА использовались 310 постоянных киноустановок, 250 проекционных фонарей и передвижные киноавтомобили. Фотокинобюро организовало и производство собственных кинокартин. Были начаты съёмки художественного фильма «Один из двадцати», научного — «Кого нужно „омолаживать“?», был создан экранный киножурнал, посвящённый памяти В. В. Воровского и проводимой в РККА демобилизации. В связи с необходимостью расширения собственного производства фильмов военной тематики в сентябре 1924 года кинофотобюро было преобразовано в хозрасчетное предприятие — Производственную киноконтору ПУРа «Красная звезда».

## Деятельность
В сентябре 1924 года основной капитал Производственной киноконторы ПУРа «Красная звезда» исчислялся в 12 тыс. рублей. В начальный период своей деятельности киноконтора, в основном, выполняла заказы, полученные от различных организаций, особое внимание уделялось укреплению материальной базы предприятия, организационную и материальную поддержку оказывал ПУР. По мере развития кинопроизводства число выпускаемых военных фильмов значительно увеличилось.
В апреле 1926 года киноконтора ПУРа была преобразована в Государственное военное кинофотопредприятие «Госвоенкино». Были открыты Ленинградское, Северо-Кавказское, Поволжское, Западное, Среднеазиатское, Закавказское, Сибирско-Дальневосточное отделения «Госвоенкино». Управляющими кинофотопредприятием были И. И. Шимановский (1926—1928), Е. И. Сазонов (1928—1929), помощником управляющего — И. М. Посельский. Кинокартины «Госвоенкино» демонстрировались во всех союзных республиках, научный фильм «Кого нужно „омолаживать“?» был отправлен для проката в Париж и Нью-Йорк.
В 1927 году по сравнению с 1924 годом число киноустановок «Госвоенкино» увеличилось в 3 раза и составляло 713 единиц (567 стационарных, 130 передвижных и 16 киноавтомобилей), затраты на кинопроизводство в 1926—1927 производственном году составили 423 тыс. рублей. За три года своего существования «Госвоенкино» выпустило 58 фильмов, из них — 17 полнометражных (12 игровых).
В 1928 году штат кинофотопредприятия составлял 112 человек, увеличивалось число производственных групп, активно привлекалась к режиссуре молодёжь. Слушатели первых московских кинематографических курсов им. Б. В. Чайковского проходили практические занятия главным образом на производстве «Госвоенкино», на кинофотопредприятии была создана сценарная мастерская.
В «Госвоенкино» работали режиссёры П. Н. Арманд, М. Е. Вернер, А. О. Гавронский, П. П. Малахов, А. И. Медведкин, Ю. Я. Райзман; операторы И. В. Гелейн, М. Е. Гиндин, Л. В. Косматов, В. В. Соловьёв, Я. М. Толчан, Б. В. Франциссон; сценаристы С. А. Ермолинский,  С. М. Кананыкин, художники В. П. Комарденков, А. О. Барщ, З. П. Комиссаренко, П. Л. Мизякин и другие.
В январе 1929 года Президиум центрального бюро фотокиносекции ЦК РАБИС отметил необходимость сохранения «Госвоенкино» как самостоятельной производственной организации, завершения постройки павильона «Госвоенкино» на Лужнецкой набережной и увелечения выпуска кинофотопредприятием художественных фильмов на невоенном материале. В 1929 году по заказу Политуправления РККА «Госвоенкино» выпустило первую советскую военную мультипликацию.
В конце 1929 года вследствие реорганизации управления кинопроизводством в стране предприятие «Госвоенкино» было закрыто, производство кинокартин для нужд военного ведомства было возложено на «Совкино».

## Избранная фильмография
- 1924 — Как Пахом, понюхав дым, записался в Доброхим (короткометражный)
- 1925 — Сигнал
- 1925 — Статья 123 (короткометражный)
- 1925 — Трагедия Евлампия Чиркина / Рыба в капоте
- 1926 — Когда пробуждаются мёртвые / Дорогая могилка
- 1926 — Машинист Ухтомский
- 1926 — Крепыш
- 1926 — Везде и всегда неграмотному беда (короткометражный)
- 1926 — Чиркин в казарме / День Чиркина (короткометражный)
- 1926 — В красном кольце
- 1926 — Волдырь подвёл (короткометражный)
- 1927 — Круг / Долг и любовь
- 1927 — Шинель дыбом (короткометражный)
- 1927 — Солистка его величества
- 1927 — Красная Армия на страже СССР (документальный)
- 1928 — Вьюга / Мост через Выпь (короткометражный)
- 1928 — Два соперника / Вооруженный народ
- 1928 — К новым берегам
- 1928 — Каторга
- 1928 — Пленники моря / Драма на подводной лодке
- 1928 — Приключения Петьки Курка (короткометражный)
- 1929 — Кривой Рог
- 1929 — Мировая война
- 1929 — Остров Тогуй
- 1929 — Приключение Братишкина / Приключения Братишкина (кукольный)
- 1929 — СЭП № 1 / Сборная экспериментальная программа
- 1929 — Простые сердца
- 1929 — Крестины клаксона (короткометражный)
- 1929 — Береги здоровье (документальный)

## Комментарии
1. ↑  До апреля 1926 года — Производственная киноконтора ПУРа «Красная звезда».